# Barzan Ibrahim al-Tikriti
Barzan Ibrahim al-Tikriti (Ticrite, 17 de fevereiro de 1951 — Bagdá, 15 de janeiro de 2007) foi director do Mukhabarat, os serviços secretos iraquianos. Era irmão de Saddam Hussein.
Até 1995 geriu a fortuna pessoal de Saddam. Esta tarefa era levada a cabo por uma rede de correctores estrangeiros, dado que Saddam decidiu que não se podia confiar esta tarefa a ninguém no Iraque.
Os oficiais do exército estadunidense descreveram-no como membro da "Dúzia Suja de Saddam", sendo responsável por torturas e assassinatos no Iraque. Foi capturado pelas forças americanas no dia 17 de abril de 2003. Era o Cinco de Paus no baralho iraquiano dos mais procurados, pelo que no dia 5 de novembro de 2006 foi condenado à forca tal como o seu irmão Saddam Hussein e Awad Hamed al-Bandar. 
Foi executado aos 55 anos de idade. A execução realizou-se no dia 15 de janeiro de 2007 e durante esta, foi decapitado pela corda que ia enforcá-lo, tendo-se separado a cabeça do corpo e caído a alguns metros deste.

## Ligações Externas
- Saddam’s Half-Brother Barzan Al-Tikriti Captured